# Tougher Than Tough
Tougher Than Tough von Derrick Morgan, auch bekannt unter dem Namen Rudie in Court ist ein bedeutender Song in der Geschichte der jamaikanischen Pop-Musik. Es handelt sich um eines der frühesten Beispiele für Rocksteady, also für den musikalischen Stil, der 1966 den Ska ablöste und etwa zwei Jahre später seinerseits vom Reggae verdrängt wurde.
Was den Song vor allem als Rocksteady ausweist, ist die stark synkopierte Bass-Linie, die nicht wie üblich auf Zählzeit 1, sondern erst auf Zählzeit 2 beginnt. Dieses Bass-Riff war die Idee des Gitarristen Lynn Taitt. Neben Taitt waren bei der Aufnahmesession anwesend: Bryan Atkinson (Bass), Joe Isaacs (Schlagzeug) und Gladstone Anderson (Klavier).
Der Status von Tougher than Tough als erstem Rocksteady-Song ist nicht unumstritten: Als Anwärter auf diesen Titel wird gelegentlich ebenfalls Alton Ellis’ Girl, I’ve Got a Date genannt. Weitere Kandidaten sind Take It Easy von Hopeton Lewis und Hold Them von Roy Shirley.
In textlicher Hinsicht steht der Song in der Tradition der Rude-boy-Thematik. Als früheres Beispiel sei hier Rude Boy von Bob Marley genannt, als späteres No Good Rudy von Justin Hinds. Rude Boys sind in Banden organisierte Kriminelle in den Slums von Kingston (Jamaika). Der Song fingiert eine Gerichtsverhandlung, auch dieses Szenario soll später noch in anderen Songs vorkommen, so z. B. in Judge Dread von Prince Buster. Morgan führt sich mit Sprechgesang als Richter ein und verliest die Anklage. Anders als in Busters Song, wo die Rudies angesichts einer Strafe von mehreren hundert Jahren Gefängnis und mehreren Hundert Peitschenhieben in Tränen ausbrechen, geben sie sich hier furchtlos: „Rougher than rough, tougher than tough, strong like a lion, we are iron“.
Die Rudies werden übrigens von Desmond Dekker und seinem Bruder George gesungen. Desmond sollte 1969 mit Israelites den ersten weltweiten Reggae-Hit landen. George trat später der Gruppe The Pioneers bei.
Derrick Morgan erzählt, dass er das Lied für einen Rude-Boy-Anführer namens „Busby“ aufnahm. Dieser konnte sich allerdings nur kurz an seinem Song erfreuen, denn einen Tag nach dem Erscheinen der Single wurde er erschossen.